# Isla de Riou
Isla de Riou (en francés: Île de Riou) es una isla deshabitada al sur de Francia y situada al sur de la ciudad de Marsella, frente al mar Mediterráneo, que constituye el extremo meridional de esa localidad francesa.
Mide unos 2 km de largo y 500 m de ancho. Su punto más alto alcanza los 191,4 m.
Riou es la mayor isla del archipiélago del mismo nombre, que también incluye:
- Isla Jarre,
- Isla Jarrón,
- Isla Calseraigne (o Isla Plane),
- Isla Maïre y la Isla Tiboulen de Maïre,
- Isla Moyade y los Moyadons,
- Varios islotes y rocas.